# Ванчиківці
Ванчикі́вці  (рум. Vancicăuți - Ванчікеуць) — село в Україні, у Чернівецькому районі Чернівецької області. Центр Ванчиковецької сільської громади.

## Географія
Село розташоване на лівому березі річки Прут. Через село проходить автошлях Н10 Чернівці-Кишинів.

## Історія
Село вперше письмово згадується біля 1435 року.
Станом на 1859 рік у власницькому селі Хотинського повіту Бессарабської губернії, мешкало 984 особи (612 чоловічої та 372 — жіночої статі), налічувалось 224 дворових господарства, існувала православна церква.
1886 року у власницькому селі Новоселицької волості мешкало 1526 осіб, налічувалось 278 дворових господарств, існували православна церква, школа, кордон.
1946 року Указом ПВС УРСР село Ванчикоуці перейменовано на Ванчиківці.
З 24 серпня 1991 року село входить до складу незалежної України.
17 липня 2020 року, в результаті адміністративно-територіальної реформи та ліквідації Новоселицького району, село увійшло до складу Чернівецького району.

## Населення
Станом на 2001 рік в селі мешкає 2656 осіб.

### Мова
Розподіл населення за рідною мовою за даними перепису 2001 року:
| Мова       | Відсоток |
| ---------- | -------- |
| румунська  | 94,1%    |
| українська | 4,74%    |
| російська  | 0,64%    |

## Відомі особи
- Мельников Марин Ігорович (1999—2022) — солдат Збройних сил України, учасник російсько-української війни, загинув в ході російського вторгнення в Україну.
- Нантой Оазу (нар. 3 лютого 1948) — молдовський політик і політолог.
- Сабадаш Степан Олексійович — український композитор, диригент, музикант, хормейстер.
- Сака Серафим  — румунський поет.

## Символика
Герб офіціно затвержаний сільскою радою на початок 2000-х років.

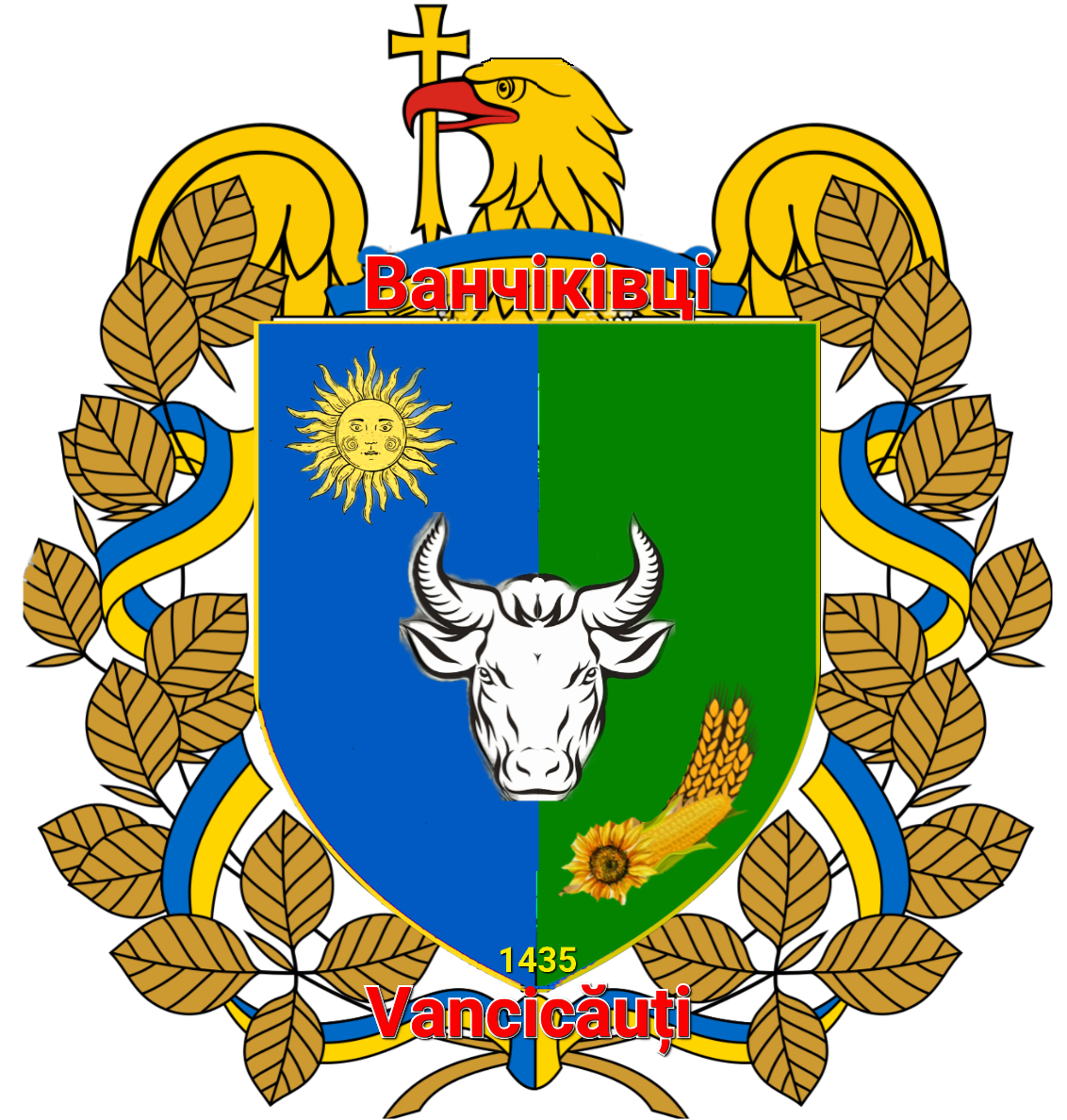
Ванчиківці герб (великий герб)
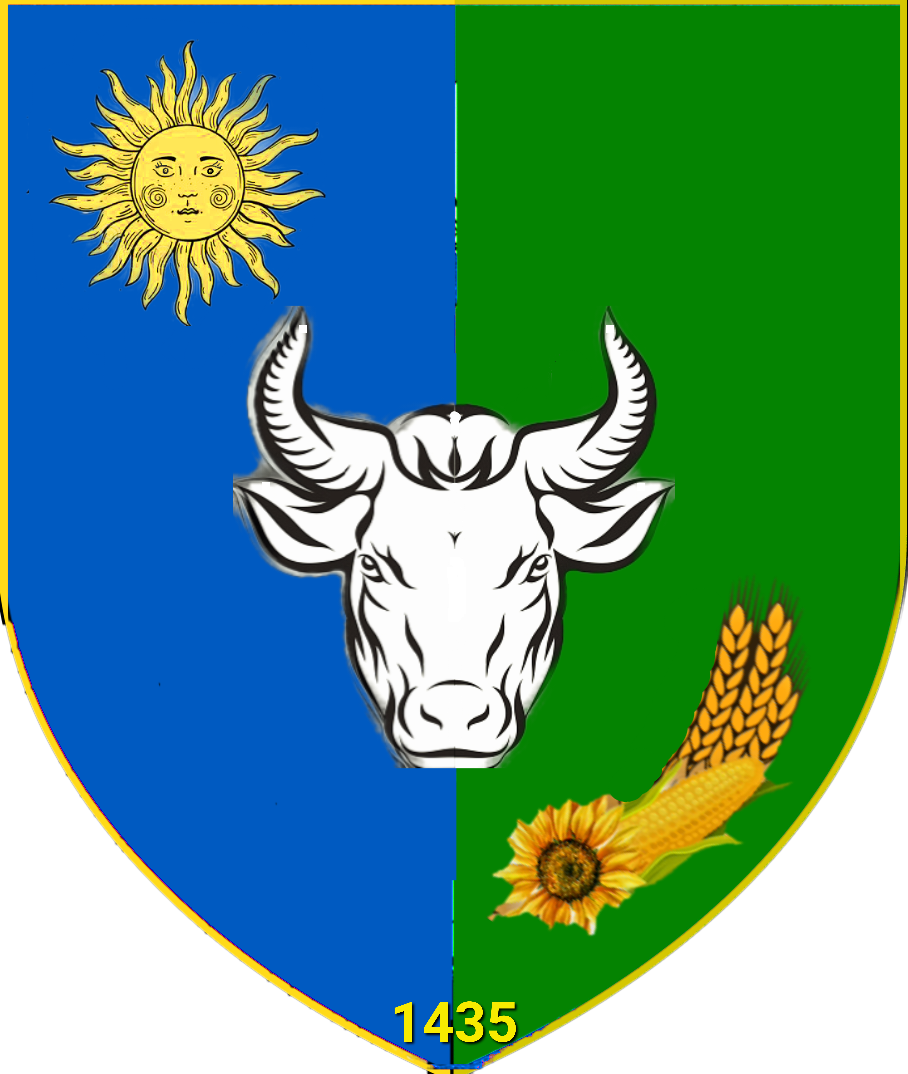
Ванчиківці герб (малий герб)
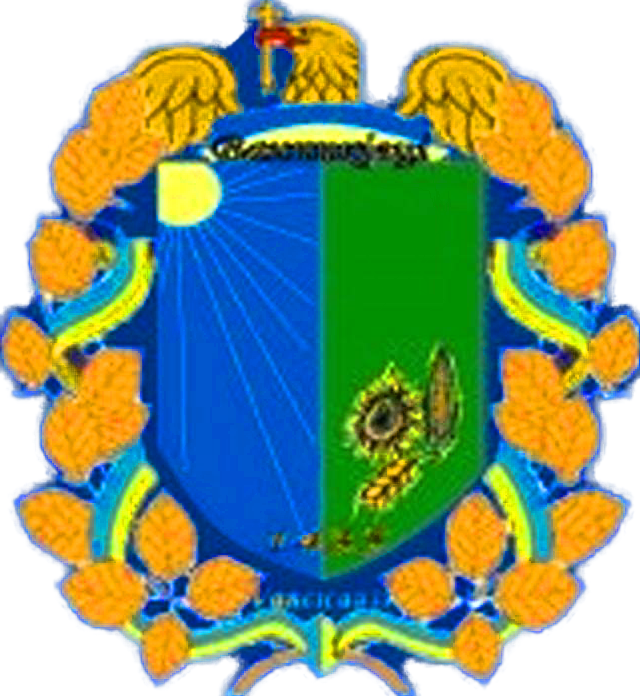
Ванчиківці герб (великий герб, рання версія)

Незатвержаний проект прапора у форматі гербових (ліврейних) кольорів.

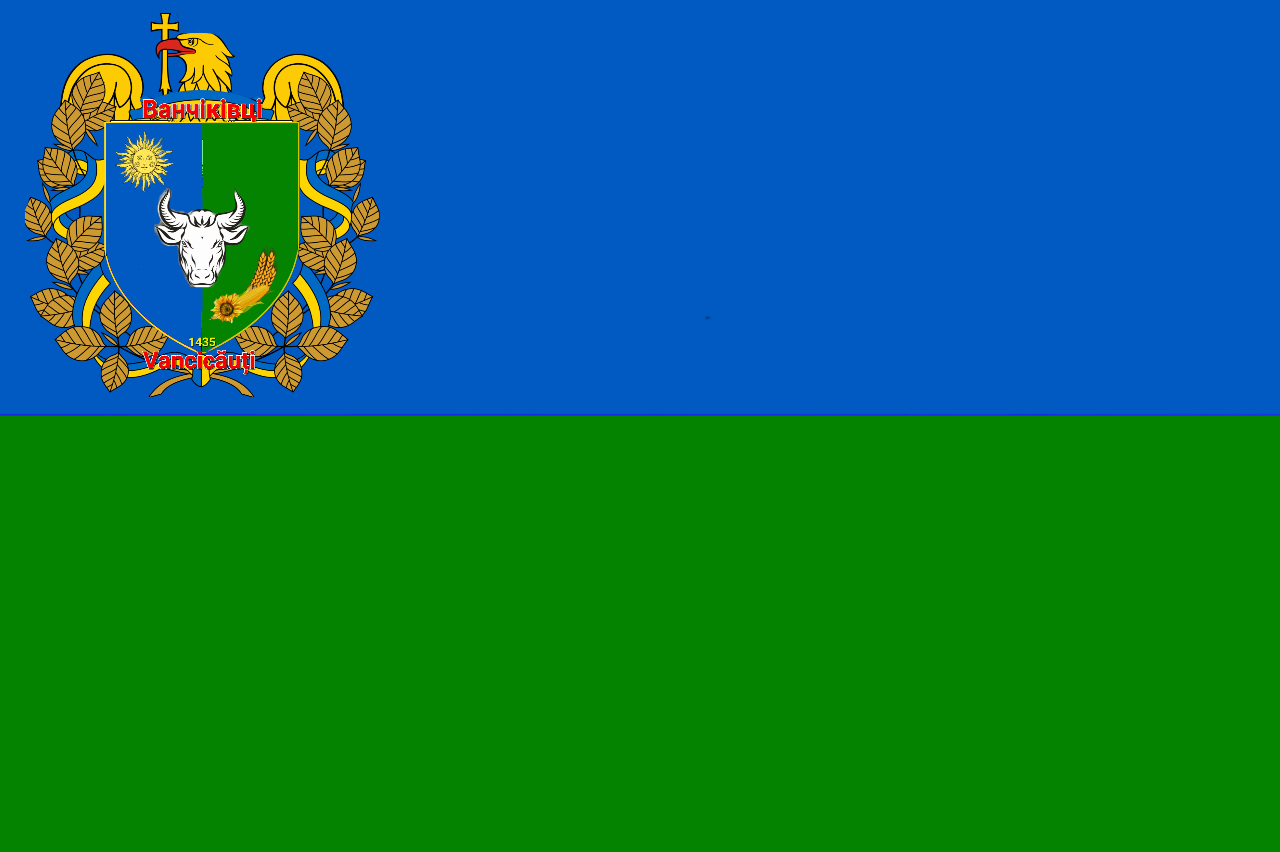
Ванчиківці прапор (з великим гербом)
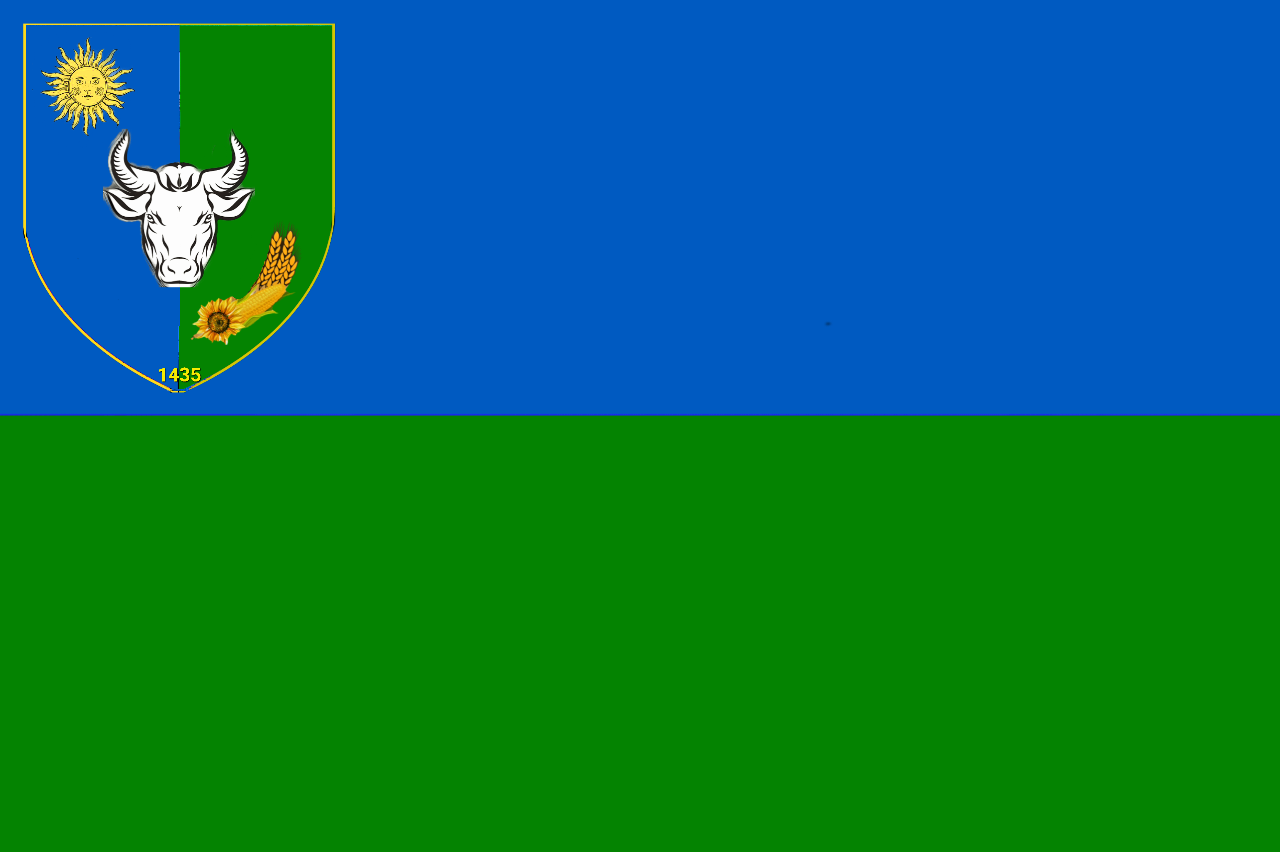
Ванчиківці прапор (з малим гербом)
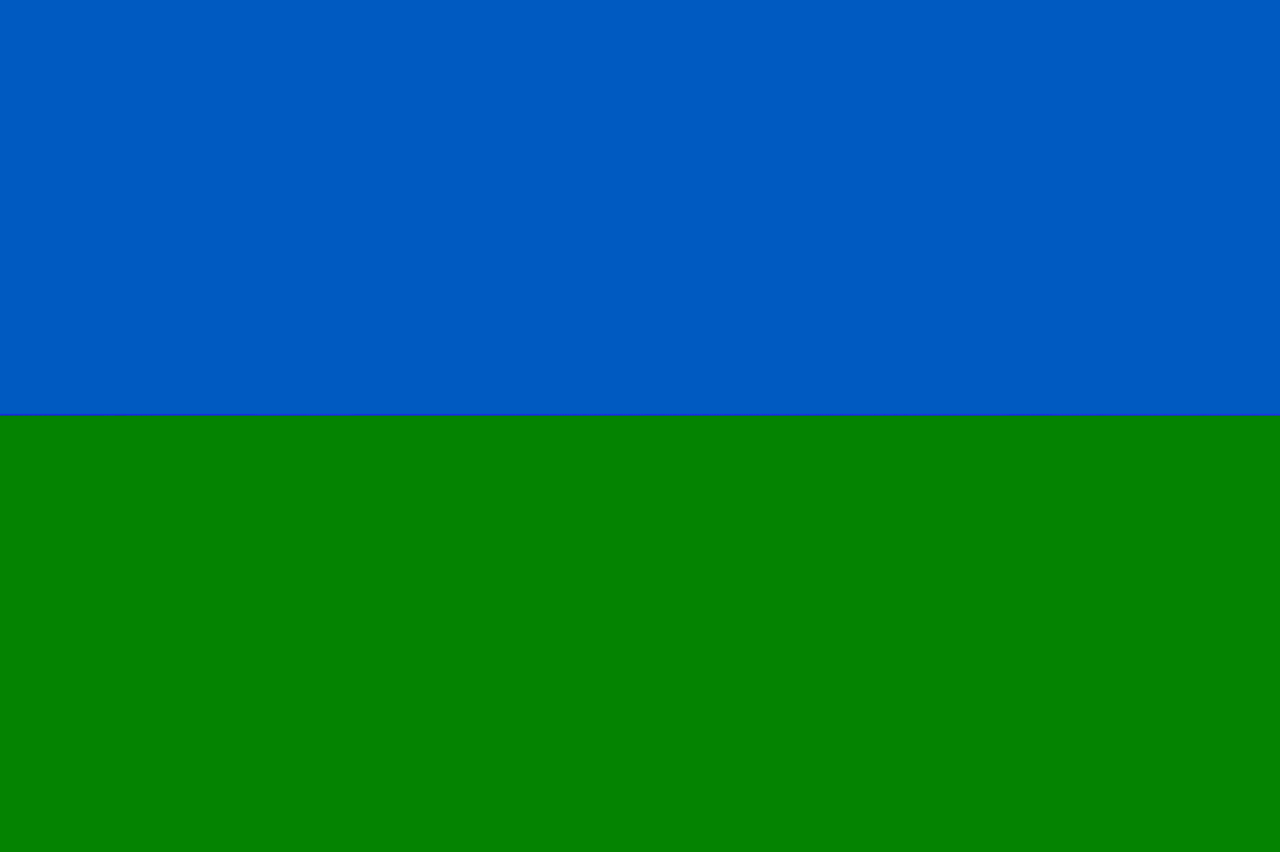
Ванчиківці прапор (цивільний, без герба)